# Église San Lorenzo de Sansepolcro
L'église San Lorenzo est un édifice catholique romaine de style Renaissance située au coin de la Via Santa Croce 2 avec la Via Luca Pacioli, à Sansepolcro, province d'Arezzo, région de Toscane  (Italie). L'église conserve la Déposition de Sansepolcro œuvre de Rosso Fiorentino.

## Histoire
Une église du même nom bénédictine est fondée hors des murs de la ville en 1350. L'église actuelle, avec son portique à arcades date de 1556 en même temps que le monastère attenant, pour accueillir les moniales bénédictines qui s'étaient retrouvées sans siège après la démolition des villages situés à l'extérieur des nouveaux murs de la ville (1554), sur ordre de Cosme Ier de Toscane. L'église a été supprimée au XIXe siècle à la suite des spoliations napoléoniennes et a été utilisée comme partie d'un orphelinat, où les enfants apprenaient à tisser.
De 1919 à 1984, l'édifice était habité par les sœurs de la charité.
L'édifice abrite un bureau de bénévoles pour les immigrés et un hospice pour personnes âgées géré par le diocèse, dans lequel opèrent les sœurs franciscaines filles de la Miséricorde.

## Extérieur
La façade est pratiquement constituée d'un portique du XVIe siècle qui s'étend également en partie sur le côté gauche de l'édifice.

## Intérieur
L'intérieur est couvert d'une voûte en berceau.

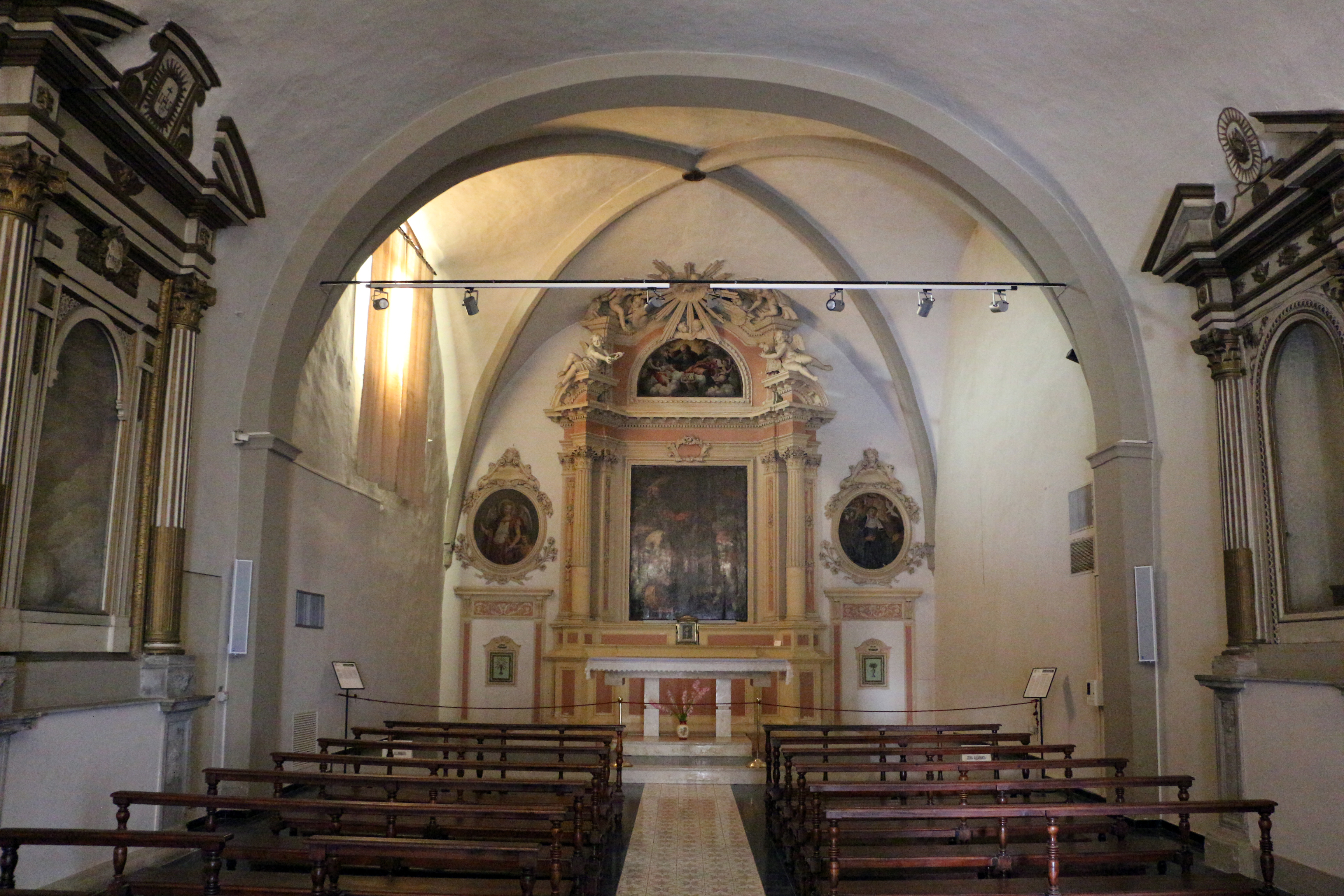
Intérieur.

Le maître-autel conserve le retable d'une Déposition de Rosso Fiorentino. Le premier autel à droite, en bois du XVIIe siècle, abrite le Martyre de saint Laurent, un tableau de Giovanni Battista Mercati, tandis que sur le mur de gauche se trouve une Crucifixion, une œuvre de Vincenzo Chialli datant de la fin du XVIIIe siècle,.
La toile de la Déposition a été commandée par la Confrérie initialement à Raffaellino del Colle. Cependant, le sac de 1527 a exilé Rosso de Rome à Sansepolcro où il reçut cette commande. La Déposition de Sansepolcro représente une foule entourant un Christ cadavérique et sa mère en deuil, avec des visages monstrueux ou cagoulés en arrière-plan. La lunette au-dessus avec la Bénédiction de Dieu le Père est de Raffaellino del Colle (1527).

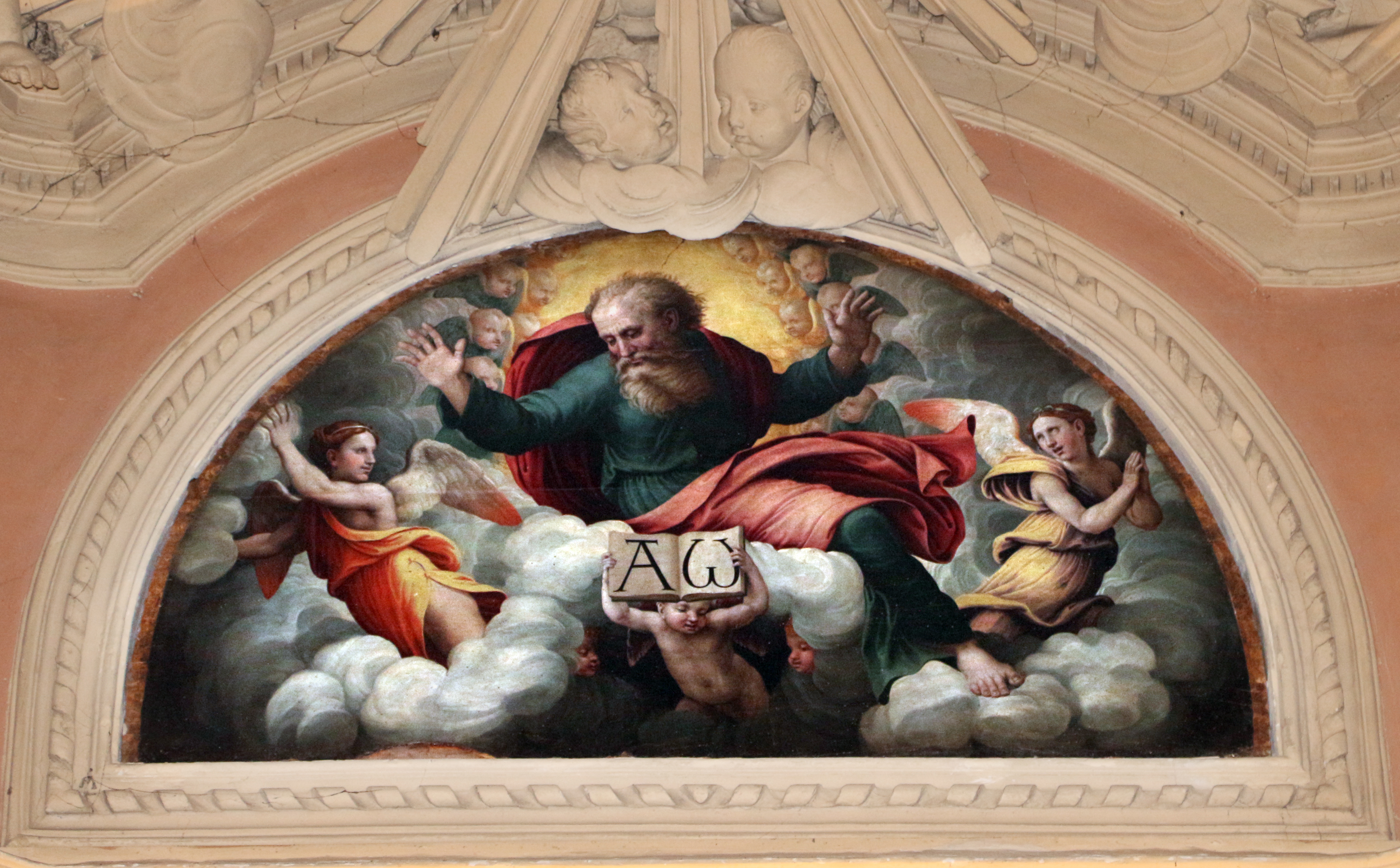
Dio padre benedicente de Raffaellino del Colle.
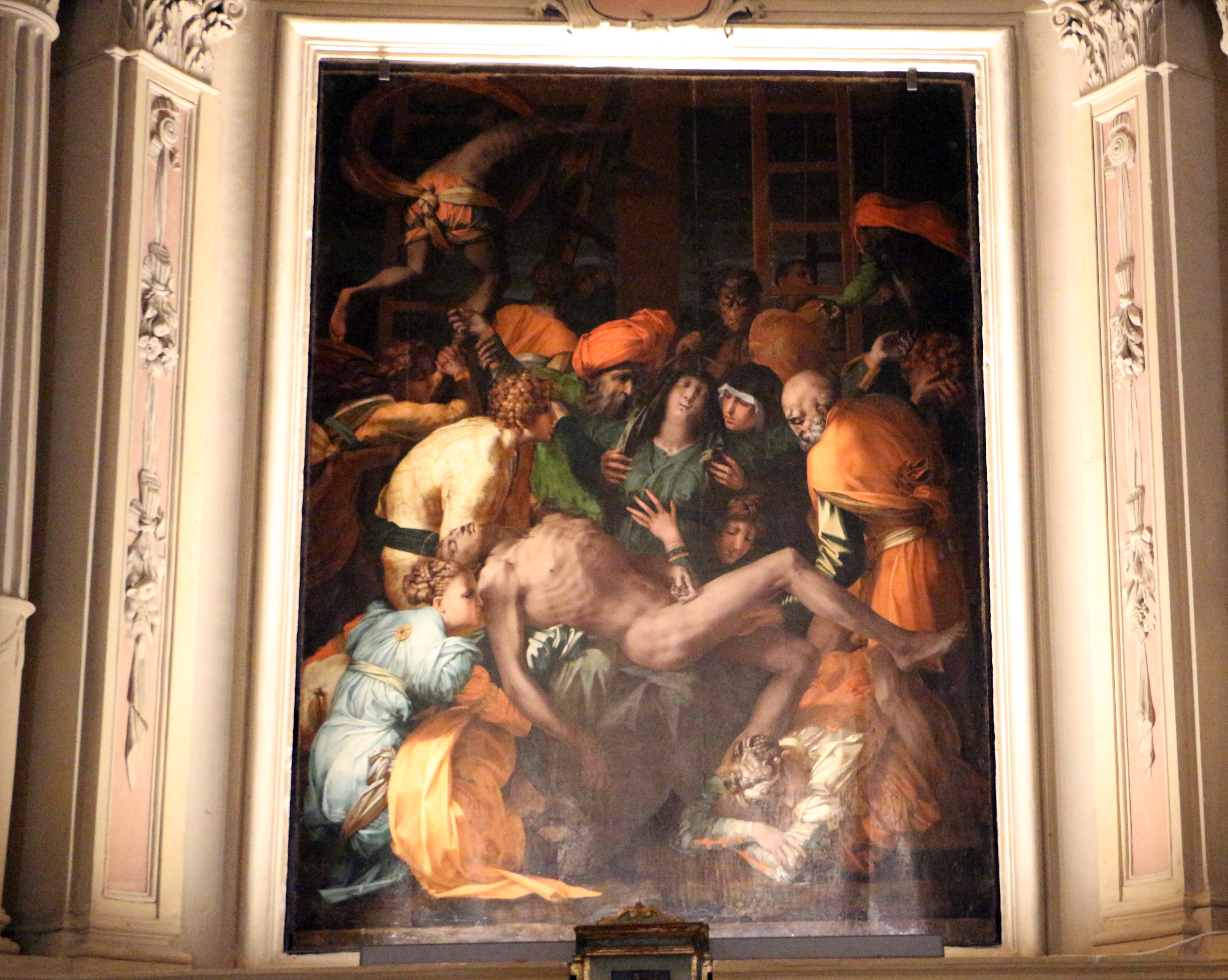
Déposition de Rosso Fiorentino.